# Electricity
Electricity is een single van het Brits-Amerikaans muziekproject Silk City en de Britse zangeres Dua Lipa. Het werd uitgebracht op 6 september 2018, deze single zal terug te vinden zijn op de complete editie van Dua Lipa's debuutalbum. De single werd een top 5 hit in het Verenigd Koninkrijk en Nederland. Ook in België, Duitsland en nog enkele andere landen scoorde de single goed. Electricity kreeg goud in België, Canada, Frankrijk en Italië en platina in Spanje, Polen, Australië, het Verenigd Koninkrijk en de Verenigde Staten.

## Videoclip
De videoclip van Electricity, geregisseerd door Bradley & Pablo, werd uitgebracht tegelijk met de single en speelt zich af tijdens de Northeast Blackout van 2003. In de clip danst Dua Lipa in een donkere loft in New York, waarbij haar energieke bewegingen geleidelijk het licht en leven terugbrengen in de ruimte. Ondertussen raken Mark Ronson en Diplo vast in een lift, wat zorgt voor een komische noot. Lipa’s choreografie is geïnspireerd op de film Flashdance (1983), en de clip werd geprezen om haar expressieve performance, minimalistische setting en zwoele sfeer. Het optreden betekende voor Lipa een keerpunt, waarbij ze zich naar eigen zeggen voor het eerst volledig vrij voelde om te dansen en zichzelf te zijn. De videoclip werd positief onthaald door critici en genomineerd voor een MTV Video Music Award voor Best Dance Video in 2019.

## Live
Dua performde Electricity voor het eerst live tijdens haar wereldtournee in Taiwan. Verder zong ze de single nog op de Billboard Music Awards, samen met haar andere hit single: One Kiss. Twee dagen later zong ze het nummer tijdens Jimmy Kimmel Live!. Lipa zong tijdens haar livestream Studio 2054 het nummer samen met Kylie Minogue. 
Later maakte het nummer ook standaard deel uit van de setlist van de Future Nostalgia Tour en Radical Optimism Tour. 

## Awards en nominaties
61e Grammy Awards
| Jaar | Award                | Resultaat |
| ---- | -------------------- | --------- |
| 2019 | Best Dance Recording | Gewonnen  |

## Hitnoteringen

### Ultratop 50 (Vlaanderen)
| Positie: | 18 | 16 | 13 | 11 | 9  | 9  | 7  | 9  | 6  | 9  | 11  | 12 | 17 | 10 | 14 |
| Week:    | 16 | 17 | 18 | 19 | 20 | 21 | 22 | 23 | 24 | 25 |     |    |    |    |    |
| Positie: | 17 | 13 | 13 | 15 | 20 | 22 | 28 | 36 | 36 | 49 | uit |    |    |    |    |

### Nederlandse Top 40
| Positie: | 29 | 12 | 6  | 5  | 6  | 9   | 12 | 15 | 15 | 20 | 21 | 21 | 21 | 20 |
| Week:    | 15 | 16 | 17 | 18 | 19 |     |    |    |    |    |    |    |    |    |
| Positie: | 31 | 35 | 36 | 37 | 40 | uit |    |    |    |    |    |    |    |    |

### Mega Top 50
| Hitnotering: 15 september 2018 t/m 6 april 2019 | Hitnotering: 15 september 2018 t/m 6 april 2019 | Hitnotering: 15 september 2018 t/m 6 april 2019 | Hitnotering: 15 september 2018 t/m 6 april 2019 | Hitnotering: 15 september 2018 t/m 6 april 2019 | Hitnotering: 15 september 2018 t/m 6 april 2019 | Hitnotering: 15 september 2018 t/m 6 april 2019 | Hitnotering: 15 september 2018 t/m 6 april 2019 | Hitnotering: 15 september 2018 t/m 6 april 2019 | Hitnotering: 15 september 2018 t/m 6 april 2019 | Hitnotering: 15 september 2018 t/m 6 april 2019 | Hitnotering: 15 september 2018 t/m 6 april 2019 | Hitnotering: 15 september 2018 t/m 6 april 2019 | Hitnotering: 15 september 2018 t/m 6 april 2019 | Hitnotering: 15 september 2018 t/m 6 april 2019 | Hitnotering: 15 september 2018 t/m 6 april 2019 |
| Week:                                           | 1                                               | 2                                               | 3                                               | 4                                               | 5                                               | 6                                               | 7                                               | 8                                               | 9                                               | 10                                              | 11                                              | 12                                              | 13                                              | 14                                              | 15                                              |
| ----------------------------------------------- | ----------------------------------------------- | ----------------------------------------------- | ----------------------------------------------- | ----------------------------------------------- | ----------------------------------------------- | ----------------------------------------------- | ----------------------------------------------- | ----------------------------------------------- | ----------------------------------------------- | ----------------------------------------------- | ----------------------------------------------- | ----------------------------------------------- | ----------------------------------------------- | ----------------------------------------------- | ----------------------------------------------- |
| Positie:                                        | 23                                              | 5                                               | 5                                               | 10                                              | 6                                               | 12                                              | 16                                              | 18                                              | 20                                              | 28                                              | 20                                              | 22                                              | 22                                              | 22                                              | 22                                              |
| Week:                                           | 16                                              | 17                                              | 18                                              | 19                                              | 20                                              | 21                                              | 22                                              | 23                                              | 24                                              | 25                                              | 26                                              | 27                                              | 28                                              | 29                                              | 30                                              |
| Positie:                                        | 29                                              | 27                                              | 27                                              | 37                                              | 35                                              | 35                                              | 37                                              | 36                                              | 40                                              | 48                                              | 47                                              | 45                                              | 45                                              | 49                                              | 49                                              |